# 比维斯大学网络
比维斯大学网络（加泰隆尼亞語發音：[ˈʃaɾʃə ˈβiβəz ðuniβəɾsiˈtats]，缩写XVU）是加泰隆尼亞語地區的一个大学间合作交流组织。

## 历史
1994年成立，当时叫做胡安·路易斯·比维斯研究院（Institut Joan Lluís Vives），总部位于巴倫西亞自治區的卡斯特利翁-德拉普拉納。2008年5月21日并入拉蒙·柳利研究院。
它以16世纪瓦倫西亞王國人文主义学者胡安·路易斯·比维斯命名。

## 成员
截至2019年，一共有22个成员院校，分布在四个国家（安道尔，法国，意大利和西班牙）：
| 国家/地区  | 大学名称              | 校本部所在城市 | 大学类型   |
| ---------- | --------------------- | -------------- | ---------- |
| 加泰罗尼亚 | CEU奥利瓦大学         | 巴塞罗那       | 天主教大学 |
| 巴伦西亚   | 阿利坎特大学          | 阿利坎特       | 公立大学   |
| 安道尔     | 安道尔大学            | 安道尔城       | 公立大学   |
| 加泰罗尼亚 | 巴塞罗那自治大学      | 巴塞罗那       | 公立大学   |
| 加泰罗尼亚 | 巴塞罗那大学          | 巴塞罗那       | 公立大学   |
| 加泰罗尼亚 | CEU埃雷拉主教大学     | 巴塞罗那       | 天主教大学 |
| 加泰罗尼亚 | 赫罗纳大学            | 赫罗纳         | 公立大学   |
|            | 巴利阿里群岛大学      | 帕尔马         | 公立大学   |
| 加泰罗尼亚 | 加泰罗尼亚国际大学    | 巴塞罗那       | 私立大学   |
| 巴伦西亚   | 海梅一世大学          | 卡斯特利翁     | 公立大学   |
| 加泰罗尼亚 | 莱里达大学            | 莱里达         | 公立大学   |
| 巴伦西亚   | 米格尔·埃尔南德斯大学 | 埃尔切         | 公立大学   |
| 加泰罗尼亚 | 加泰罗尼亚开放大学    | 巴塞罗那       | 公立大学   |
| 法國       | 佩皮尼昂大学          | 佩皮尼昂       | 公立大学   |
| 加泰罗尼亚 | 加泰罗尼亚理工大学    | 巴塞罗那       | 公立大学   |
| 巴伦西亚   | 瓦倫西亞理工大學      | 瓦倫西亞       | 公立大学   |
| 加泰罗尼亚 | 庞培法布拉大学        | 瓦倫西亞       | 公立大学   |
| 加泰罗尼亚 | 拉蒙·柳利大学         | 巴塞罗那       | 私立大学   |
| 加泰罗尼亚 | 罗维拉-威尔吉利大学   | 塔拉戈纳       | 公立大学   |
|            | 萨萨里大学            | 薩薩里         | 公立大学   |
| 巴伦西亚   | 華倫西亞大學          | 瓦倫西亞       | 公立大学   |
| 巴伦西亚   | 比克大学              | 比克           | 公立大学   |